# Какогава
Какогава е град в Япония. Населението му е 263 697 жители (по приблизителна оценка от октомври 2018 г.), а площта му е 138,51 кв. км. Намира се в часова зона UTC+9. Основан е на 15 юни 1950 г.